# Kirchberg an der Murr
Pour les articles homonymes, voir Kirchberg.
Kirchberg an der Murr est une commune de Bade-Wurtemberg (Allemagne), située dans l'arrondissement de Rems-Murr, dans la région de Stuttgart, dans le district de Stuttgart.